# Còlit negre
El còlit negre, també conegut com a merla cuablanca (Oenanthe leucura) és una espècie d'ocell de la família dels muscicàpids (Muscicapidae) que habita pedregars àrids, penya-segats i zones costaneres de la península Ibèrica, costa mediterrània francesa i del nord-oest d'Itàlia, Sardenya i nord-oest d'Àfrica, des de Mauritània, Sàhara Occidental i Marroc, cap a l'est, pel nord d'Algèria i Tunis fins al nord de Líbia. El seu estat de conservació es considera de risc mínim.
A Catalunya s'ha classificat en perill d'extinció estimant-se una població de 40-60 parelles sobretot acumulades a les Terres de l'Ebre i plana de Lleida,  ha desaparegut a l’Empordà, Montserrat, el Baix Penedès i a l’Alt Camp. La tendencia de la població és incerta. Gaudeix de protecció de la UE (Directiva d'aus), a nivell estatal i de la CCAA catalana. Les amenaces son els canvis d'usos del sòl (intensificació de l'agricultura, pas de secà a regadiu i aforestació) i l'endogàmia deguda a la mida reduïda de les poblacions.